# AKa Frontage
AKa Frontage war eine siebenköpfige Band aus dem Raum Karlsruhe. Sie spielen Crossover, der neben anderen Musikrichtungen hauptsächlich Hip-Hop und Rock vereint.

## Bandgeschichte
AKa Frontage entstand im Sommer 2002 aus Mitgliedern der sich auflösenden Bands Descontento und FreaKings. Schon im Herbst 2003 ging es mit der Besetzung Joeker, Jan (Jan-Simon Wolff, E-Gitarre), Kilemo, Julian (Julian Wright, E-Piano), das Bröt, Freddai und Tximi an die Aufnahmen der ersten CD Traum à 7, die im Frühjahr 2004 veröffentlicht wurde.
Im Laufe der nächsten beiden Jahre folgten erste größere Auftritte, z. B. auf Das Fest (Karlsruhe), Berlinova und dem Mini-Rock-Festival, sowie einige weitere Mitgliederwechsel.
Die vorläufig endgültige Band-Besetzung mit Joeker, Kilemo, das Bröt, Tximi, Freddai, Didi und Carlos kann inzwischen auf eine Bandgeschichte mit rund 150 Auftritten und einem weiteren, im Januar 2006 veröffentlichten Album, Auf Augenhöhe, zurückblicken.
Am 12. April 2008 wurde das dritte Album MIKADO imperial im Substage Karlsruhe vorgestellt.
Am 27. April 2009 wurde die Auflösung der Band bekannt gegeben. Das Abschiedskonzert fand am 5. Dezember 2009 statt.

## Diskografie
- 2004: Traum à 7
- 2006: Auf Augenhöhe
- 2008: MIKADO imperial

## Erfolge
- Februar 2004: Erste CD: „Traum à 7“
- Sommer 2004: 4. Platz beim Emergenza-Deutschlandfinale 2004 (beste Band Südwestdeutschlands), Auftritt auf dem Berlinova Festival und auf „Das Fest 2004“
- Mai 2004 bis September 2004: Teilnahme am Karlsruher Musikfördergrogramm „Bandpusher“
- November 2005: Nominierung für den „Austrian Newcomeraward“
- Dezember 2005: Publikumssieger und 2. Jurysieger beim Newcomerfestival Karlsruhe
- Januar 2006: Zweite CD: „Auf Augenhöhe“
- Juli 2006: Auftritt auf „Das Fest 2006“
- April 2008: Dritte CD: „MIKADO imperial“
- Juli 2008: Festivaleröffnung von „Das Fest“ auf der Hauptbühne